# Кантоне Валаре (Алесандрија)
Кантоне Валаре је насеље у Италији у округу Алесандрија, региону Пијемонт.
Према процени из 2011. у насељу је живело 16 становника. Насеље се налази на надморској висини од 110 м.